# Tropilium-tetrafluorborát
A tropilium-tetrafluorborát szerves vegyület, képlete C7H7F4B, egy tropilium kationból és egy tetrafluorborát anionból áll. Kereskedelmi forgalomban kapható, stabil só.
Előállítható cikloheptatrién foszfor-trikloriddal, majd tetrafluor-bórsavval végzett reakciójával.

## Fordítás
Ez a szócikk részben vagy egészben  a   Tropylium tetrafluoroborate című angol Wikipédia-szócikk ezen változatának fordításán alapul.  Az eredeti cikk szerkesztőit annak laptörténete sorolja fel. Ez a jelzés csupán a megfogalmazás eredetét és a szerzői jogokat jelzi, nem szolgál a cikkben szereplő információk forrásmegjelöléseként.